# 120 dobbanás percenként
120 dobbanás percenként, (franciául: 120 battements par minute) 2017-ben bemutatott francia filmdráma Robin Campillo rendezésében. A főbb szerepekben Nahuel Pérez Biscayart, Arnaud Valois és Adèle Haenel látható. A film a 90-es évek elején, Franciaországban játszódik, fő témája a homoszexualitás és az AIDS-járvány tetőpontja. Capillo és a társ-forgatókönyvíró, Philippe Mangeot az ACT UP-hoz kötődő személyes élményeik alapján alkották meg a történetet.
A film premierje a 2017-es cannes-i fesztiválon volt, amit több vetítés követett más fesztiválokon. Cannes-ban elnyerte a kritikusok elismerését, beleértve a fesztivál Nagydíját (Grand Prix). Hat César Díjat kapott, a legjobb film, a legjobb mellékszereplő színész (Antoine Reinartz), a legígéretesebb fiatal színész (Nahuel Pérez Biscayart), a legjobb vágás, a legjobb eredeti forgatókönyv és a legjobb filmzene (Arnaud Rebotini) kategóriákban.